# Nachrichten von der Königlichen Gesellschaft der Wissenschaften und von der Georg-Augusts-Universität
Nachrichten von der Königlichen Gesellschaft der Wissenschaften und von der Georg-Augusts-Universität (abreviado Nachr. Königl. Ges. Wiss. Georg-Augusts-Univ.) fue una revista con ilustraciones y descripciones botánicas que fue editada en Gotinga desde el año 1865 hasta 1894. Fue precedida por Nachrichten von der Georg-Augusts-Universität und der Königl. Gesellschaft der Wissenschaften zu Göttingen y reemplazada por Nachrichten von der Königlichen Gesellschaft der Wissenschaften zu Göttingen. Geschäftliche Mitteilungen. Berlin and Nachrichten von der Königlichen Gesellschaft der Wissenschaften zu Göttingen. Mathematisch-physikalische Klasse.